# Peter Lustig
Peter Fritz Willi Lustig (Wroclaw, 27 de outubro de 1937 – Bohmstedt,  23 de fevereiro de 2016) foi um apresentador de televisão alemão, autor de literatura infantojuvenil, especialmente conhecido como ator principal do programa de televisão Löwenzahn (no Brasil Peter e a sua caixa de brinquedos). Também apareceu nos shows Mittendrin (1987) e Gordos Reise ans Ende der Welt (2007).